# Tour de França de 1994
El 81è Tour de França es va disputar del 2 al 24 de juliol de 1994 sobre un recorregut de 21 etapes i amb un total de 3.978 km que es van cobrir a una velocitat mitjana de 38,383 km/h. La carrera va començar en Lilla i va acabar a París, en el clàssic final dels Camps Elisis.
Després de guanyar en les tres edicions anteriors, Miguel Indurain era clar favorit. Tony Rominger, segon l'any passat, era la gran alternativa. Altres corredors que obstaculitzaven en els pronòstics eren l'italià Marco Pantani, que havia sigut segon en el Giro d'aquell mateix any i Luc Leblanc, la gran esperança francesa.
En l'etapa pròleg, es va donar a conèixer l'anglès Chris Boardman com un gran contrarellotgista, arrabassant el mallot groc a Miguel Indurain. L'endemà, prop del final d'etapa, es produiria una caiguda multitudinària en la qual els velocistes Laurent Jalabert i Wilfried Nelissen van ser els pitjor parats, havent d'abandonar la carrera.
Amb motiu de l'obertura del túnel submarí del Canal de la Mànega, dues etapes del Tour es disputarien en terres angleses. En la primera d'elles, amb final a Brighton, l'espanyol Francisco Cabello aconseguiria la victòria d'etapa.
El mallot groc va ser passant de mà en mà després de diverses etapes que es van decidir entre escapades i sprints massius. No va ser fins a la novena etapa, la primera contrarellotge, en la qual el Tour començaria a decidir-se, i ho faria com en les últimes edicions, del costat d'Indurain. Només el suís Rominger va poder resistir lleument (i així i tot va perdre dos minuts) el ritme del ciclista navarrés, que va completar una de les contrarellotge més ràpides de la història de la ronda francesa. A excepció de Rominger, la resta de corredors va acabar a més de quatre minuts d'Indurain.
En l'onzena etapa s'arribava als Pirineus, en una llarga etapa amb final en alt, en el cim inèdit de Hautacam. Durant l'última ascensió del dia, Marco Pantani va protagonitzar diversos intents d'escapada. No obstant això, l'única cosa que va aconseguir va ser fer una dura selecció entre els favorits, tan dura que no va aconseguir aguantar ningú. Tan sols Miguel Indurain, amb la seua característica forma d'escalar, va aconseguir mantenir-li a ratlla. En els últims quilòmetres de l'etapa, Pantani va ser, no solament aconseguit, sinó depassat pel ciclista navarrés. Al costat d'Indurain aconseguiria aguantar el francès Luc Leblanc, vencedor de l'etapa. Rominger, en un dia infaust, perdia més de dos minuts i Indurain era encara més líder.
En l'etapa de l'endemà, amb final en Luz-Ardiden, Richard Virenque protagonitzaria una llarga escapada que li portaria al triomf d'etapa. Rominger tornava a perdre temps respecte a Indurain, en aquesta ocasió més de tres minuts, la qual cosa li col·locava a quasi vuit en la general, encara que mantenia la segona posició. No obstant això, durant el transcurs de l'etapa següent, el suís es baixaria de la bicicleta.

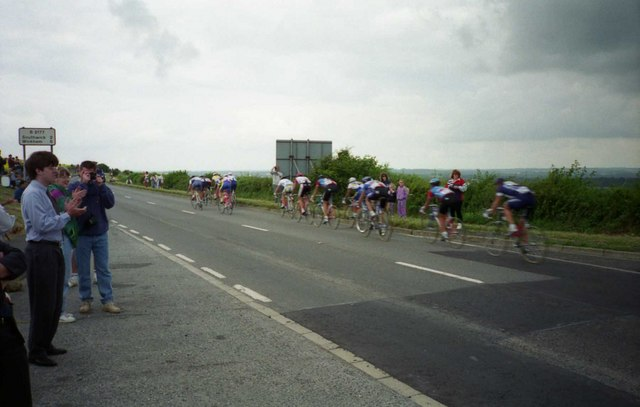
El pilot durant la quarta etapa.

La quinzena etapa, amb l'ascens al Mont Ventoux en el seu recorregut, tindria com a vencedor a l'italià Eros Poli, el ciclista més alt i pesat d'aquella edició, després d'una llarguíssima escapada en solitari. L'etapa següent tenia el seu final en el mític cim d'Aup d'Uès i es decidiria entre els components d'una escapada, entre els quals es trobaven l'espanyol Roberto Torres i el colombià Hernán Buenahora, de l'equip Kelme. No obstant, la victòria seria per a l'italià Roberto Conti. Entre els favorits, Marco Pantani estava decidit a donar guerra, i va aconseguir retallar-li dos minuts a Indurain.
Encara quedaven altres dues grans etapes alpines, a més de la cronoescalada. Per aleshores el letó Piotr Ugrumov anava a realitzar una espectacular remuntada fins a situar-se en el tercer lloc. En la primera es va escapar en companyia del colombià Nelson Rodríguez, guanyador de l'etapa, aconseguint avantatjar a Indurain en més de dos minuts. Pantani, així mateix, retallava un altre minut al corredor navarrés i es col·locava ja tercer en la general.
L'endemà, Ugrumov tornaria a atacar des de lluny, però en aquesta ocasió arribaria en solitari, adjudicant-se l'etapa, amb dos minuts i mig sobre Indurain i Virenque i tres i mig sobre Pantani. Mancant la cronoescalada, tot estava per decidir, excepte qui seria el vencedor final, que excepte catàstrofe, seria Indurain. El gran perdedor d'aquella jornada seria Richard Virenque, que perdria més de sis minuts respecte al vencedor de l'etapa, Piotr Ugrumov, que estava acabant el Tour en un excel·lent estat de forma. En la cronoescalada va ser el clar dominador, aconseguint avantatjar a Pantani en un minut i mig i a Indurain en més de tres minuts. Leblanc, cambra en l'etapa a quasi quatre minuts, també acabaria cambra en la classificació general.
França, que abans de les etapes dels Alps comptava amb tres corredors situats del segon al quart lloc, no aconseguia finalment situar a cap ciclista en el podi final de París. Sí seria francés, no obstant això, el vencedor d'última etapa, en els Camps Elisis: el ciclista Eddy Seigneur, que s'escaparia en el tram final de l'etapa.
Djamolidine Abdoujaparov guanyava, per tercera vegada, la classificació dels punts; Richard Virenque va aconseguir el seu primer triomf en la classificació de la muntanya; Eros Poli es va portar el premi al corredor més combatiu i, amb més de tres hores i mitja perdudes, John Talen seria el fanalet roig de la ronda francesa.
1994 va veure com Miguel Indurain es coronava vencedor del Tour per quart any consecutiu amb una gran contundència, només superat amb claredat pel letó Piotr Ugrumov en un magnífic final de carrera. Marco Pantani, segon en Giro i Tour d'aquell any, es va guanyar a pols el títol de millor escalador del món, fent gala d'una increïble combativitat.